# Filskov Kirke
Filskov Kirke ligger i den vestlige udkant af landsbyen Filskov, ca. 10 km NV for Billund (Region Syddanmark).

## Eksterne kilder og henvisninger
- Filskov Kirke  hos KortTilKirken.dk
- Filskov Kirke  hos danmarkskirker.natmus.dk (Danmarks Kirker, Nationalmuseet)